# Biochemistry (časopis)
Biochemistry je nedeljni recenzirani naučni časopis iz polja biohemije. Osnovan je 1962. Časopis objavljuje Američko hemijsko društvo, sa 51 ili 52 godišnja izdanja. Časopis je 2014. goine imao faktor impakta od 3.015, dok je broj citacija 2012. godine bio 90.842.
Od 2004, glavni uredni je Ričard N. Armstrong (Vanderbiltova univerzitetska škola medicine, SAD).

## Spoljašnje veze
- Biochemistry website
- NCBI: Biochemistry